# Tour de Flandes 1942
El Tour de Flandes 1942, la 26ª edición de esta clásica ciclista belga. Se disputó el 6 de abril de 1942.
El ganador fue el belga Briek Schotte, que se impuso en solitario en la llegada en Gante. Los también belgas Georges Claes y Robert Van Eenaeme acabaron segundo y tercero respectivamente. 

## Clasificación General
|    | Ciclista           | Equipo             | Tiempo     |
| -- | ------------------ | ------------------ | ---------- |
| 1  | Briek Schotte      | Thompson           | 6h 26' 00" |
| 2  | Georges Claes      | Helyett-Hutchinson | + 5"       |
| 3  | Robert Van Eenaeme |                    | + 5"       |
| 4  | Sylvain Grysolle   | Dilecta-Wolber     | + 5"       |
| 5  | Jules Lowie        | Mercier-Hutchinson | + 5"       |
| 6  | André Declerck     |                    | + 5"       |
| 7  | Frans Bonduel      | Dilecta-Wolber     | + 25"      |
| 8  | André Maelbrancke  | Alcyon-Dunlop      | + 1' 25"   |
| 9  | Albert Hendrickx   | Alcyon-Dunlop      | + 1' 40"   |
| 10 | Michel Hermie      |                    | + 3' 10"   |